# Пушкове
Пу́шкове — село в Побузькій громаді Голованівського району Кіровоградської області України. Засновано в середині 18 століття. Населення становить 442 осіб.

## Історія
На 1787 рік в селі мешкали  100 селян чоловічої статі з сім'ями, які були на чинші,13 сімей шляхти і 5 чоловік похолків.Поселяни крім сплати чиншу,повині були відпрацювати 2 дні на сінокосі.Село належало до Голованівського ключа графів Потоцьких. В 1818 році згідно сповідному розпису в Пушковому мешкали 149 поселян чоловічої статі і 141 жіночої.  На 1858 рік село в ревізіях записано,як власність поміщика Михайла Солтекевича і має 170 чоловічих і 176 жіночих ревізних душі.24 січня 1920 року під Пушковим під час Зимового походу Кінний полк Чорних Запорожців Армії УНР розгромив застави Збройних Сил Півдня Росії. Серед іншої здобичі було захоплено велику бібліотеку, яку згодом чорношличники передали вищій початковій школі села Вергуни.

## Населення
Згідно з переписом УРСР 1989 року чисельність наявного населення села становила 452 особи, з яких 192 чоловіки та 260 жінок.
За переписом населення України 2001 року в селі мешкала 441 особа.

### Мова
Розподіл населення за рідною мовою за даними перепису 2001 року:
| Мова       | Відсоток |
| ---------- | -------- |
| українська | 94,34 %  |
| молдовська | 3,17 %   |
| російська  | 2,49 %   |

## Відомі люди
Уродженцем села є Голота Іван Іванович (1985—2014) — сержант Збройних сил України, учасник російсько-української війни.